# 威廉·施泰因贝格
威廉·施泰因贝格（英語：William Steinberg，1899年8月1日—1978年5月16日）是一位德裔美国指挥家。

## 生平
施泰因贝格出生在德国科隆，出生名为汉斯·威廉·施泰因贝格（德語：Hans Wilhelm Steinberg）。施泰因贝格很早就显示出作为小提琴家、钢琴家和作曲家的天赋，13岁时就指挥了自己根据奧維德的《变形记》中的文本所作的合唱和管弦乐作品。1914年，施泰因贝格开始在科隆音乐学院（今科隆音乐与舞蹈学院）学习，他的钢琴导师是克拉拉·舒曼的学生拉扎罗·乌齐耶利，他的指挥导师是赫尔曼·阿本德罗特。施泰因贝格以优异的成绩毕业，并在1919年获得了维尔纳指挥奖。施泰因贝格立即成为科隆歌剧院管弦乐团的第二小提琴手，但因使用自己的弓法而被奥托·克伦佩勒解雇。不久，他又被克伦佩勒重新聘用为助理，1922年，他以替补指挥的身份指挥了弗罗芒塔尔·阿莱维的歌剧《犹太女》。1924年克伦佩勒离开后，施泰因贝格担任了首席指挥。一年后，即1925年，他前往布拉格，在那里担任德国剧院（今布拉格国家歌剧院）的指挥。接下来他担任了法兰克福歌剧院（今法蘭克福舊歌劇院）的音乐总监。1930年，在法兰克福，他指挥了阿诺尔德·勋伯格的《从今天到明天》的世界首演。
1933年，施泰因贝格因为是犹太人而被纳粹解除了职务。据作曲家恩斯特·托赫的孙子说，施泰因贝格“正在科隆排练（托赫的歌剧《扇子》），这时纳粹褐衫军冲进大厅，简直是从他手中夺走了指挥棒”。施泰因贝格于1934年在法兰克福与洛特·施特恩结婚，之后只能在法兰克福和柏林为犹太文化联盟（Jewish Culture League）指挥音乐会。施泰因贝格夫妇于1936年离开德国，前往英国托管的巴勒斯坦。最终，施泰因贝格与联合创始人布罗尼斯瓦夫·休伯曼一起创立并发展了巴勒斯坦交响乐团，该乐团后来被称为以色列爱乐乐团。1936年，阿尔图罗·托斯卡尼尼访问该乐团时，施泰因贝格正担任指挥。托斯卡尼尼对施泰因贝格为他的音乐会所做的初步基础工作印象深刻，后来还聘请他作为助手，为NBC交响乐团的广播节目做准备。
施泰因贝格1938年移居美国。1938年－1940年，他与NBC交响乐团一起指挥了多场音乐会。1940－41年，他在纽约市立学院的刘易森体育场指挥了夏季音乐会。施泰因贝格在1943－44年指挥了纽约爱乐乐团和旧金山歌剧院。他于1944年成为美国公民，并在1945年－1952年期间被聘为布法罗爱乐乐团的音樂總監。施泰因贝格最出名的是他在1952年－1976年期间长期担任匹兹堡交响乐团的音乐总监。1952年1月，施泰因贝格在匹兹堡的亮相令人印象深刻，他很快被聘为音乐总监，还与国会山唱片公司签订了录音合同。此后，尽管他担任了其他重要职务，但匹兹堡依然是他活动的中心。从1958年到1960年，施泰因贝格还指挥过伦敦爱乐乐团，但由于工作量的增加导致他的指挥手臂出现了医疗问题，最终辞去了这一职务。1964－65年，施泰因贝格从匹兹堡休假时，曾指挥过纽约爱乐乐团12周，从而他在1966年到1968年期间被聘为爱乐乐团的首席客座指挥。1969年－1972年，施泰因贝格担任波士顿交响乐团的音乐总监，同时继续担任匹兹堡的职务。施泰因贝格曾作为客座指挥在波士顿交响乐团取得过成功。1971年4月，他与波士顿交响乐团在欧洲巡演。
施泰因贝格在1978年5月1日指挥小提琴家艾萨克·斯特恩和纽约爱乐乐团的一场音乐会后入院，1978年5月16日在纽约市去世。